# Standbeeld van Jan Pieterszoon Coen

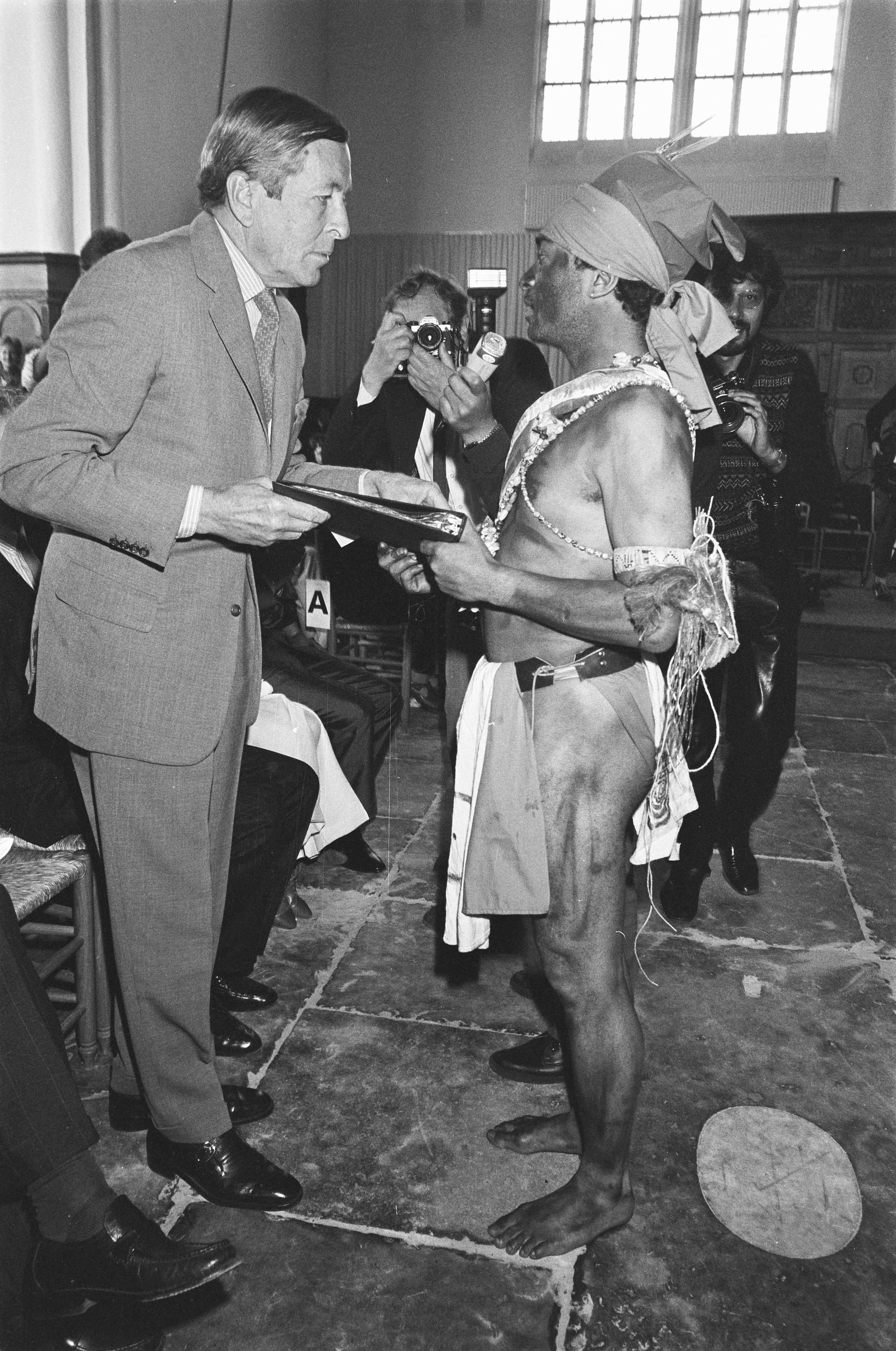
Prins Claus in Hoorn op de tentoonstelling over VOC tijdens de 400e verjaardag van Coen. Prins Claus krijgt bundel werk van Molukse kunstenaar Willy Nanlohy over de wandaden.

Het beeld van Jan Pieterszoon Coen is een standbeeld op het plein de Roode Steen in de Noord-Hollandse stad Hoorn van de alhier geboren VOC-gouverneur Jan Pieterszoon Coen. Het beeld, van de hand van beeldend kunstenaar Ferdinand Leenhoff (1841 - 1914), staat er sinds 1893 en is sinds 1965 een rijksmonument.

## Omschrijving
Het standbeeld toont een 3,25 meter hoog bronzen figuur op een hardstenen sokkel. Een brede mantel valt in ruime plooien van de linkerschouder af. De linkerhand steunt op een zwaard, de rechter op de heup. Aan zijn voeten ligt een kanon. Het kanon staat symbool voor de vijanden die Coen had overwonnen.
Het voetstuk is ontworpen door W.H. Kan. Het voorvlak draagt de inscripties „Dispereert niet" en "Jan Pietersz. Coen 1587—1629". De inscriptie met de betekenis 'wanhoopt niet' is een verwijzing naar de slotzin die Coen tijdens de Engels–Nederlandse zeeoorlog gebruikt heeft in zijn brief uit 1618 aan het bestuur van de VOC: “Dispereert niet, ontsiet uwe vyanden niet, daer en is ter werelt niet dat ons can hinderen... daer can in Indiën wat groots verricht worden!".
De zinsnede werd in 1907 het motto van het wapen van Batavia. De zinsnede werd populair in het Nederlands taalgebied om aan te geven om de moed niet op te geven wanneer niet alles naar wens gaat. Zo sloot koningin Wilhelmina met deze woorden op 14 mei 1940 haar eerste radiotoespraak vanuit Londen aan het Nederlandse volk af na de Duitse aanval op Nederland in 1940.

## Geschiedenis
Aan het eind van de 19e eeuw werd Coen als een nationale held gezien. Hij gold als een daadkrachtige belangenbehartiger in het Verre Oosten van de Nederlandse belangen. Coen was een van de vormgevers van het handelsimperium van de Vereenigde Oostindische Compagnie en stichter van de stad Batavia. Coen gold hiermee als belangrijke grondlegger voor het Nederlandse koloniale Rijk.
Ter gelegenheid van 250 jaar Batavia werd in 1876 met geld ingezameld door een Nederlands nationaal comité een standbeeld van Coen geplaatst aan het Waterlooplein in Weltevreden, ontworpen door Eugène De Plyn. Een replica van dit beeld werd geplaatst op de koloniale tentoonstelling in Amsterdam in 1883. Het beeld in Nederlands-Indië werd op 7 maart 1943 tijdens de Japanse bezetting van Nederlands-Indië in opdracht van de Japanners van het voetstuk getakeld.
In 1886 besloot de Hoornse Vereeniging voor Volksvermaken de 300e geboortedag van Coen in 1887 groots te vieren met feestelijkheden en stemde in met het voorstel van onderwijzer P. Bakker tot oprichting van een standbeeld. Naast een standbeeld werd ook een pomp, fontein en zuil overwogen. Het geld werd gecollecteerd door een nationaal comité dat in sociëteit Odéon in Amsterdam in januari 1887 met 140 geïnteresseerden bijelkaar kwam om lokale burgercomités op te richten. Het totale benodigde geld voor het beeld was in 1891 ingezameld. Drie kunstenaars dongen mee om de opdracht uit te mogen voeren: Eugène Lacomblé, Frans Stracké en Ferdinand Leenhoff, de uiteindelijke winnaar. Een schaalmodel van het ontwerp van Stracké bevindt zich in het Westfries Museum en van Lacomblé in het Rijksmuseum Amsterdam. In april 1893 werd het beeld onder toeziend oog van verschillende afgevaardigden gegoten in de ijzergieterij van Marijnen te Breda. Eind mei werd het per trein getransporteerd naar Hoorn.

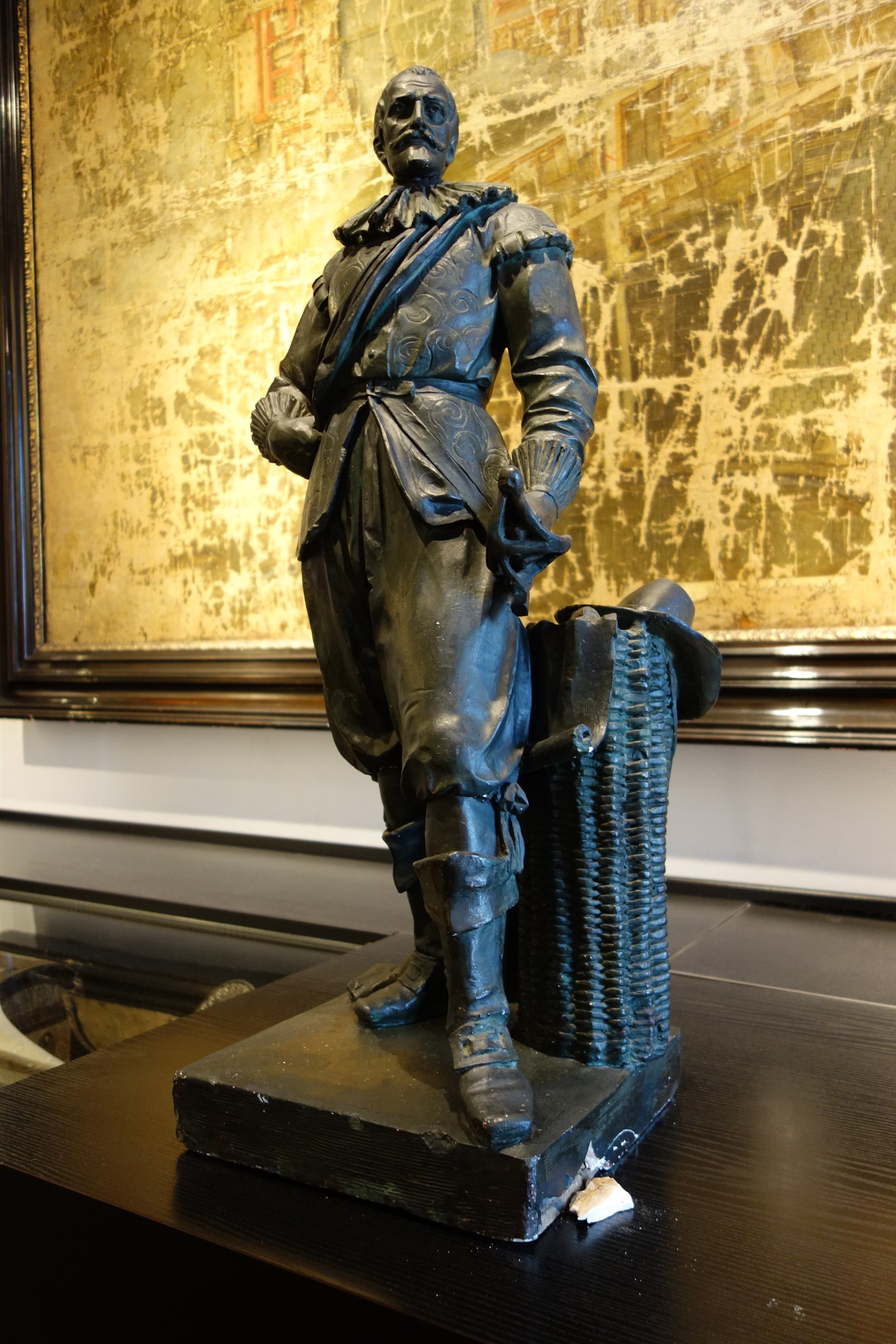
Studiemodel voor het standbeeld door Stracké in het Westfries Museum, Coen met sabel en een mand met hoed en een document, waarschijnlijk de stadsplattegrond van Batavia.
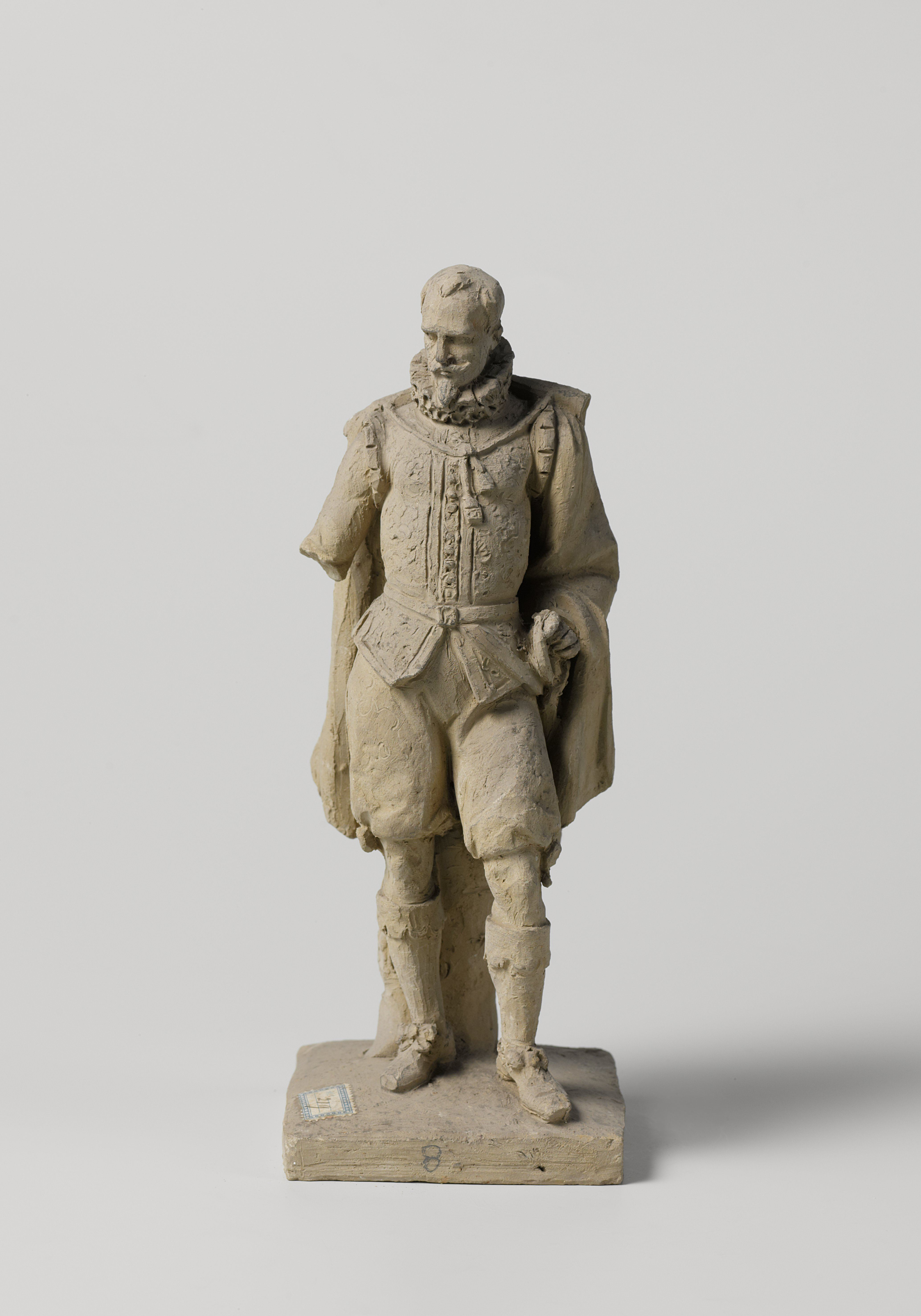
Schets voor het standbeeld door Lacomblé, Rijksmuseum Amsterdam.

Het beeld werd in 1893 op 30 mei onthuld, de dag dat Batavia ingenomen werd en overgedragen aan de gemeente Hoorn. Het standbeeld werd onthuld in aanwezigheid van burgemeester August Eduard Zimmerman, en vanuit het kabinet de ministers Johannes Tak van Poortvliet, Joannes Coenraad Jansen, Cornelis Lely en Willem Karel van Dedem, minister van koloniën. Gedurende de voorafgaande avond en op en de dag zelf vonden er door de stad feestelijkheden plaats. Leenhoff werd benoemd tot Ridder in de Orde van de Nederlandse Leeuw en Aghina, secretaris van het uitvoerend comité werd benoemd tot Ridder in de Orde van Oranje Nassau.

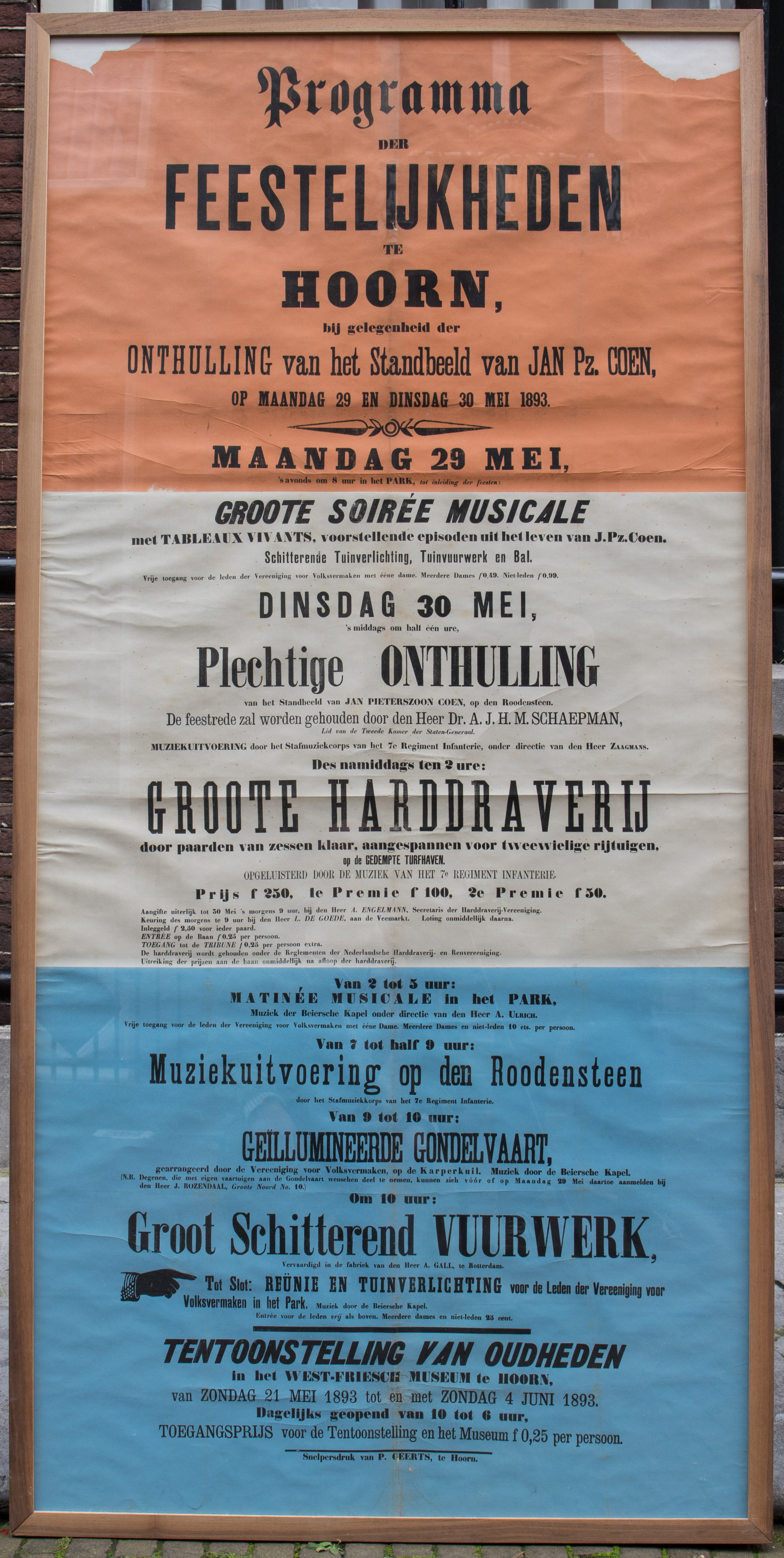
Affiche met het feestelijke programma in de stad
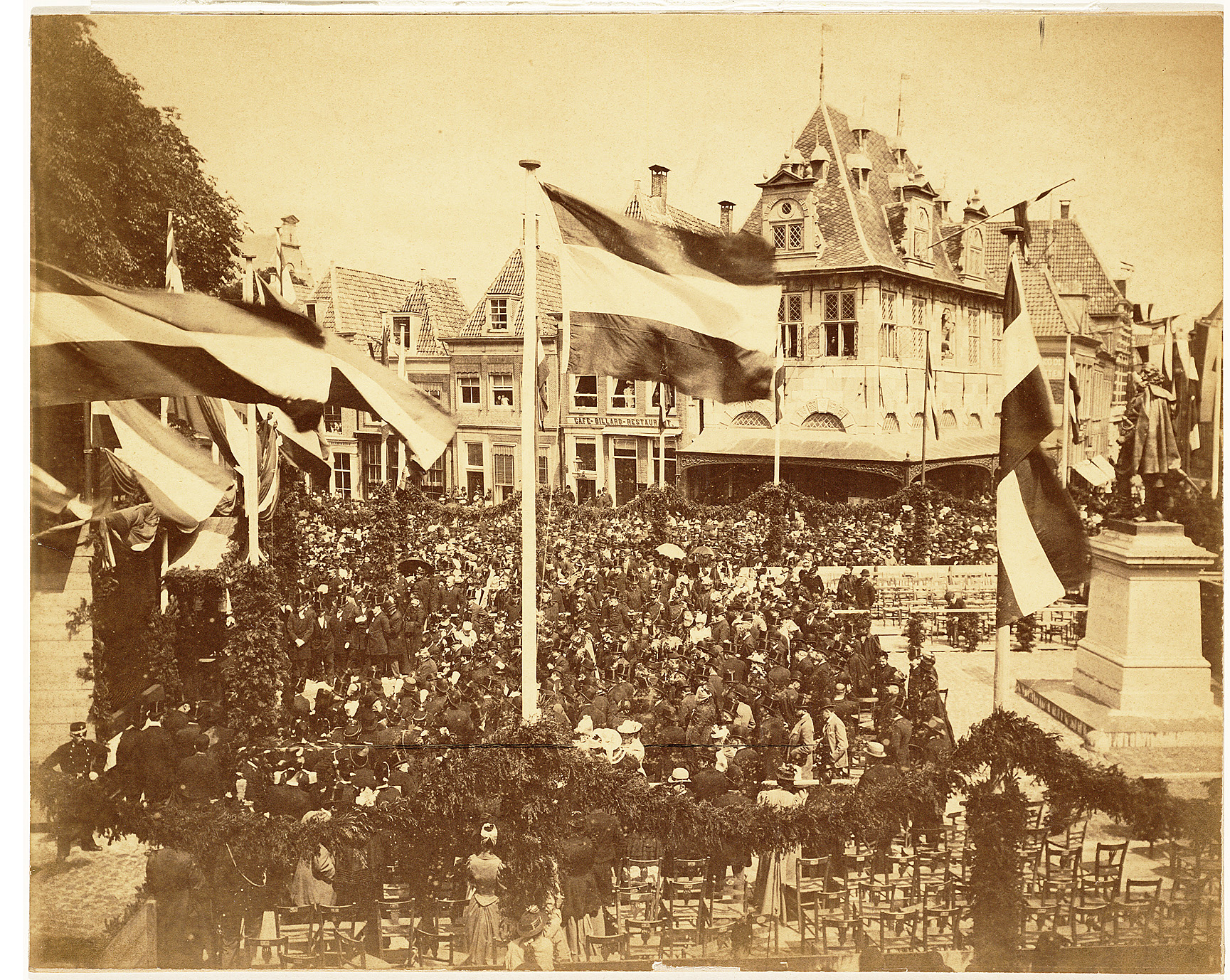
De Rode Steen na de onthulling van het standbeeld

Tot aan de Tweede Wereldoorlog werden jaarlijks kransen gelegd. In 1937 werd Coens 350e geboortedag uitgebreid gevierd tijdens de Coenfeesten. Bij het standbeeld werd een krans gelegd door minister Hendrikus Colijn. Na de soevereiniteitsoverdracht aan Indonesië kantelde de beeldvorming over Coen en verviel de functie van eerbetoon aan de stichter van Batavia. Vanaf de jaren zestig van de 20e eeuw werd het standbeeld regelmatig onderwerp van discussie. In 1964 kreeg het standbeeld een rijksmonumentale status.
In 2011 viel het beeld bij het terugplaatsen met een kraanwagen van straatverlichting na de kermis van de sokkel. Delen van het kanon en de zwaard waren afgebroken en het beeld in oktober na restauratie teruggeplaatst.

## Controverse(s)

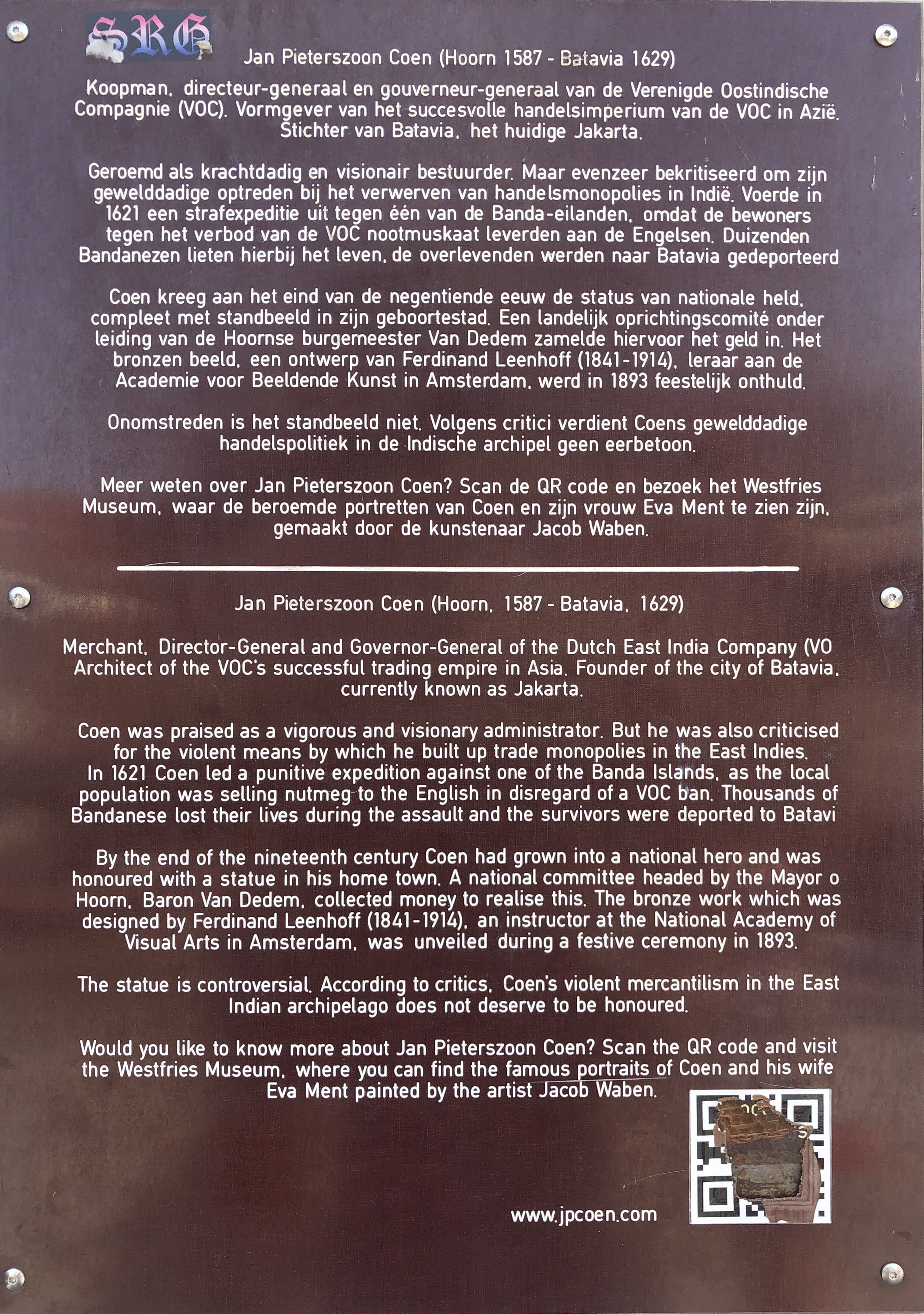
De plaquette die in 2012 bij het standbeeld is aangebracht